# Classroom of the Elite
Classroom of the Elite (яп. ようこそ実力至上主義の教室へ, Йокосо Джіцурьоку Шіджьо Шюґі Но Кьошіцу Хе, «Ласкаво просимо до класу для обдарованих») — ранобе японського письменника Шьоґо Кінуґаса з ілюстраціями Шюнсаку Томосе. З 27 січня 2016 року в журналі Monthly Comic Alive випускається манґа, намальована Юю Ічіно, яка є адаптацією роману. З вересня по січень 2017 року проходила трансляція аніме-адаптації, якою займалася студія Lerche.

## Сюжет
У недалекому майбутньому японський уряд заснував школу Кодо Ікусей, покликану навчати й виховувати покоління людей, які будуть підтримувати майбутнє країни. Учням надається високий ступінь свободи, щоб максимально зімітувати реальне життя.
Оповідання ведеться від імені Кійотакі Аянокоджі, тихого й непримітного хлопця, який не відрізняється здатністю заводити друзів. Він учень класу «D», куди школа визначає гірших учнів. Після зустрічі з Судзуне Хорікітой і Кікьо Кушідой, двома його однокласницями, його становище починає змінюватися.

## Персонажі

### Учні класу «D»
Кійотака Аянокоджі (яп. 綾小路 清隆)
Сейю: Шьоя Чіба: Головний герой, учень без будь-якої мотивації, має мізерні комунікативні навички. Він навмисно занижує свої оцінки до рівня середнього учня; на відміну від багатьох однокласників розумно витрачає «Особисті Бали», які є грошовою валютою. З'ясовується, що він володіє видатними академічними здібностями і достатнім інтелектом, щоб потрапити в більш високий клас, якщо він цього захоче, але з якоїсь причини він прагне залишитися в класі «D». Учитель Чябашіра згадувала, що він навмисно отримав рівно 50 балів зі 100 можливих по кожному предмету вступного іспиту.
Має прекрасну статуру, попри те, що, за власними словами, ніколи не відвідував спортивні секції. Надзвичайно розумний, оскільки придумує різні грандіозні схеми, завдяки яким обманює майже всіх в школі. Він вважає за краще залишатися в тіні і при необхідності використовує інших людей для реалізації своїх планів.
Був частиною експерименту, що проводився невідомої організацією, що належить його батькові, в якомусь об'єкті під назвою Біла Кімната, де з дітьми проводили серії тестів, спрямованих на виховання і навчання людей майже з надлюдськими здібностями. Аянокоджі виявився єдиним успішним зразком такої людини.
Судзуне Хорікіта (яп. 堀北 鈴音)
Сейю: Акарі Кіто: Відчужена, холоднокровна і недружня учениця. Вважає, що потрапила в клас «D» незаслужено і хоче потрапити в клас «A». Однокласники називають її розумною красунею. У класі сидить поруч з непримітним Кійотакі та теж уважно ставиться до витрат Особистих Балів. Як і Кійотакі, має проблеми зі спілкуванням, але, на відміну від нього, вона вважає, що їй не потрібні друзі. Кійотакі — єдиний учень у класі, з яким вона розмовляє. Проявляє інтерес до його проникливої, але таємничу особу і підозрює про його минуле, вважаючи, що він приховує набагато більше, ніж він дозволяє бачити оточуючим.
У неї є старший брат, який вчиться в тій же школі в випускному класі та є президентом шкільної ради. Вона пишається ним і хоче рівнятися на нього. Має посередні відносини зі своїм братом, але хоче помиритися, однак той з якоїсь причини дистанціюється від неї.
Володіє деякими бойовими мистецтвами, добре протистояла учениці класу «C» Міо Ібуки, попри на те, що в той час була хвора. Згодом, її ставлення до однолітків починає поліпшуватися, визнаючи, що в критичних ситуаціях вона нічим не буде відрізнятися від інших.
Кікьо Кушіда (яп. 櫛田 桔梗)
Сейю: Юріка Кубо: Популярна дівчина, на вигляд приємна і життєрадісна особистість, яка хоче подружитися з усіма в школі. Однак за маскою доброзичливості ховається інша особистість: жорстока, холоднокровна, огидна і схильна до маніпуляцій. Вона не хоче, щоб хтось в школі знав про її минуле і темну сторону. Аянокоджі випадково дізнається про її приховану особистість, але вона шантажем змушує його мовчати.
З невідомої причини негативно ставиться до Хорікіти, але все ж хоче зблизитися з нею.
Аірі Сакура (яп. 佐倉 愛里)
Сейю: M · A · O (Мао Ічімічі): Займається фотографією, була визначена в клас «D» через її страху і неспокійності, від яких вона зазнавала труднощів у спілкуванні і взаємодії з іншими. Вона боїться виділятися, проте любить фотографуватися і веде свій блоґ. Бувши інтернет-айдолом вона піддалася нападкам з боку переслідувача, який працював в цілодобовому магазині на території школи і намагався напасти на неї. На щастя, Аянокоджі і Ічіносе врятували її життя.
Кей Каруідзава (яп. 軽井沢 恵)
Сейю: Аяна Такетацу: Одна з однокласниць Кійотакі, негласний лідер дівчат класу «D». З самого початку навчання починає зустрічатися з Хірата, однак через якийсь час розлучаються.
Йосуке Хірата (яп. 平田 洋介)
Сейю: Рета Осака: Найкращий учень в класі «D». З його оцінками він би міг бути в більш високому класі, але чомусь його помістили в клас «D». Негласний лідер класу «D». З початку першого року навчання почав зустрічатися з Каруідзавою. Але це були удавані відносини, тому незабаром вони розлучилися.
Рокусуке Коенджі (яп. 高円寺 六助)
Самозакоханий учень, родом з поважної і відомої родини. Хоча він і володіє великими фізичними здібностями і високим інтелектом, він потрапив в клас «D» через надмірну зарозумілість та еґоїстичності, що порушує всю командну роботу. Його неможливо контролювати, тому що ні в чому, крім свого щастя, він не зацікавлений.
Кен Судо (яп. 須藤 健, Sudō Ken)
Один з Трійці Дурнів, поряд з Канджі Іке і Харукі Ямаучі. Складається в шкільній баскетбольній команді і є членом баскетбольного клубу. Спортивна надія класу «D». І хоча він володіє кращими спортивними здібностями в порівнянні з його однокласниками, у нього низький інтелект, запальний характер: його легко розлютити і спровокувати на конфлікт. Був на межі виключення, але уникнув цієї долі завдяки Хорікіті і Аянокоджі. Закоханий у Хорікіту.
Мая Сато (яп. 佐藤 麻耶)
Дівчина з класу «D», якій подобався Аянокодзі.
Сае Чябашіра (яп. 茶柱 佐枝)
Сейю: Ріна Сато: Учитель класу «D».
Чіе Хошіномія (яп. 星之宮 知恵)
Сейю: Хісако Канемото: Учитель класу «B».

## Медіа

### Ранобе
Автором серії є Шьоґо Кінуґаса, а ілюстратором — Шюнсаку Томосе. З 2015 року серія публікується під лейблом MF Bunko J, що належить Media Factory. Серія складається з двох частин, що розділяються по роках навчання. На кінець серпня 2020 року всього випущено 13 основних і 3 додаткових томи.

### Аніме-серіал
Аніме-серіал, створений на основі перших трьох томів роману, транслювався з 12 липня 2017 року по 12 вересня 2017 року на AT-X і інших каналах. Сейджі Кіші і Хіроюкі Хашімото виступили в якості режисерів. Виробництвом зайнялася японська компанія Lerche. Початкову музичну тему Caste Room виконала співачка ZAQ, а завершальну Beautiful Soldier — Мінамі. Сервіс Crunchyroll транслював аніме по всьому світу.